# Nahuriya
Nahuriya era una ciutat de l'Imperi Hitita, en una localització no coneguda però segurament al nord-oest del llac de la Sal, que Arzawa devia ocupar abans del 1350 aC.
El rei Subiluliuma I la va atacar i també a Šapparanda quan els guerrers d'Arzawa van arribar a la ciutat de Tuwanuwa i van reunir les seves forces per atacar-lo. Aquests fets van passar durant la seva primera campanya militar com a rei cap a l'any 1344 aC.